# Theraphosa apophysis
Espèce
Synonymes
- Pseudotheraphosa apophysis Tinter, 1991

Theraphosa apophysis est une espèce d'araignées mygalomorphes de la famille des Theraphosidae. Elle est aussi nommée Mygale Goliath.

## Distribution
Cette espèce se rencontre au Venezuela, en Colombie et au Brésil.

## Description
Le mâle décrit par Almeida, Salvatierra et Morais en 2018 mesure 46 mm.
Elle est proche de la taille et de la morphologie de la Theraphosa blondi dont elle se démarque juste par une ombre rosée au bout de chaque patte, notamment lorsqu'elle est encore mygalon. Cela lui vaut le nom de Pinkfoot Goliath (« Goliath aux pied rose ») ou de Pinktoe Goliath en anglais. Elle peut atteindre une envergure de 33 cm.

## Publication originale
- Tinter, 1991 : Eine neue Vogelspinne aus Venezuela Pseudotheraphosa apophysis n. gen. n. sp. (Araneae: Theraphosidae: Theraphosinae). Arachnologischer Anzeiger, vol. 16, p. 6-10.